# Айранкольское нефтяное месторождение
Айранко́льское нефтяное месторожде́ние (Айранко́ль, каз. Айранкөл — айрановое озеро) — нефтяное месторождение Казахстана, расположено в Жылыойском районе Атырауской области, в 40 км западнее от города Кульсары. Расположено на суше, относится к территории Южно-Эмбинской нефтегазоносной области, образующей юго-восточную часть Северо-Каспийского бассейна.
Открыто в 1944 году. После открытия месторождение было законсервировано долгое время. Опытно-промышленная разработка Айранколя была начата в 2000 году. На сегодняшний день оператором месторождения является АО «Каспий Нефть». На 31 декабря 2017 года общий фонд скважин на месторождении Айранколь составляет 168 скважин, из них 124 добывающие скважины, 17 водонагнетательных скважин, 20 наблюдательных скважин, 2 водозаборные скважины и 5 ликвидированных скважин.

## Характеристика месторождения
В тектоническом отношении месторождение Айранколь приурочено к двукрылой солянокупольной структуре, залегает над мощным региональным эвапоритовым комплексом пород кунгурского яруса нижней перми, разделяющим Северо-Каспийский бассейн на надсолевой и подсолевой комплексы.
Продуктивные пласты сложены обломочными породами, возраст которых различен: от юры до раннего мела. На месторождении два свода: Восточный и Западный.
Айранколь состоит из четырёх углеводородных залежей: западная залежь мелового свода, восточная залежь мелового свода, западная залежь юрского свода, восточная залежь юрского свода. Коллекторы залегают на глубине от −610 м до −910 м в меловом горизонте и от −1050 м до −1500 м в юрских отложениях. Плотность нефти составляет 913—949 кг/м3. Нефти сернистые — 0,64 %, малопарафинистые — от 0,6 до 0,75 %, смолистые — 11,21 %, содержат 4,49 % асфальтенов.

## Запасы и добыча
По подсчётам компании Gaffney, Cline & Associates, суммарный объём начальных геологических запасов нефти по состоянию на 31 декабря 2017 года составляет 239,3 млн баррелей. Остаточные извлекаемые запасы по принятой в Казахстане системе составляют 41,4 млн баррелей.
С 2000 по 2017 годы было добыто 40,87 млн баррелей нефти. В 2017 году добыча за год составила 6,492 млн баррелей нефти.